# 김천시립도서관
김천시립도서관은 경상북도 김천시 평화동 소재의 시립 도서관이다.

## 연혁
- 1963년 4월 29일 김천시립도서관 개관(용두동)
- 1966년 1월 4일 김천문화원으로 이전(남산동)
- 1971년 10월 31일 김천시립도서관 신축·이전(남산공원)
- 2003년 11월 12일 김천시립도서관 신축·개관
- 2005년 3월 25일 한국도서관상 수상
- 2005년 10월 19일 제11회 독서문화상 국무총리상 수상
- 2006년 12월 7일 행정자치부주관 전국 우수지역자원100선 선정
- 2008년 7월 푸름찬, 꿈앤들, 달봉산 작은도서관 개관
- 2008년 12월 11일 작은도서관 진흥 유공 문화체육관광부장관상 수상
- 2009년 5월 김산고을, 보랏빛꿈 작은도서관 개관
- 2009년 6월 삼산이수, 고래실 작은도서관 개관
- 2010년 10월 일터누리 작은도서관 개관
- 2011년 5월 9일 자두꽃 작은도서관 개관
- 2012년 10월 11일 큰숲 작은도서관 개관

## 시설현황
- 4~7층 전망대
- 3층 종합자료실 1, 종합자료실 2, 문화강좌실 1·2
- 2층 디지털자료실, 열람실 1, 전산실
- 1층 가족열람실, 열람실 2·3, 전시실, 사무실
- 지하1층 시청각실, 식당

## 이용 안내
이용 시간
휴무일
- 자료실: 매주 월요일, 국경일, 정부지정 공휴일, 임시휴무일
- 열람실: 연중개방 (신정, 설·추석연휴 제외), 임시휴무일